# Couvent des Jacobins de la rue Saint-Jacques

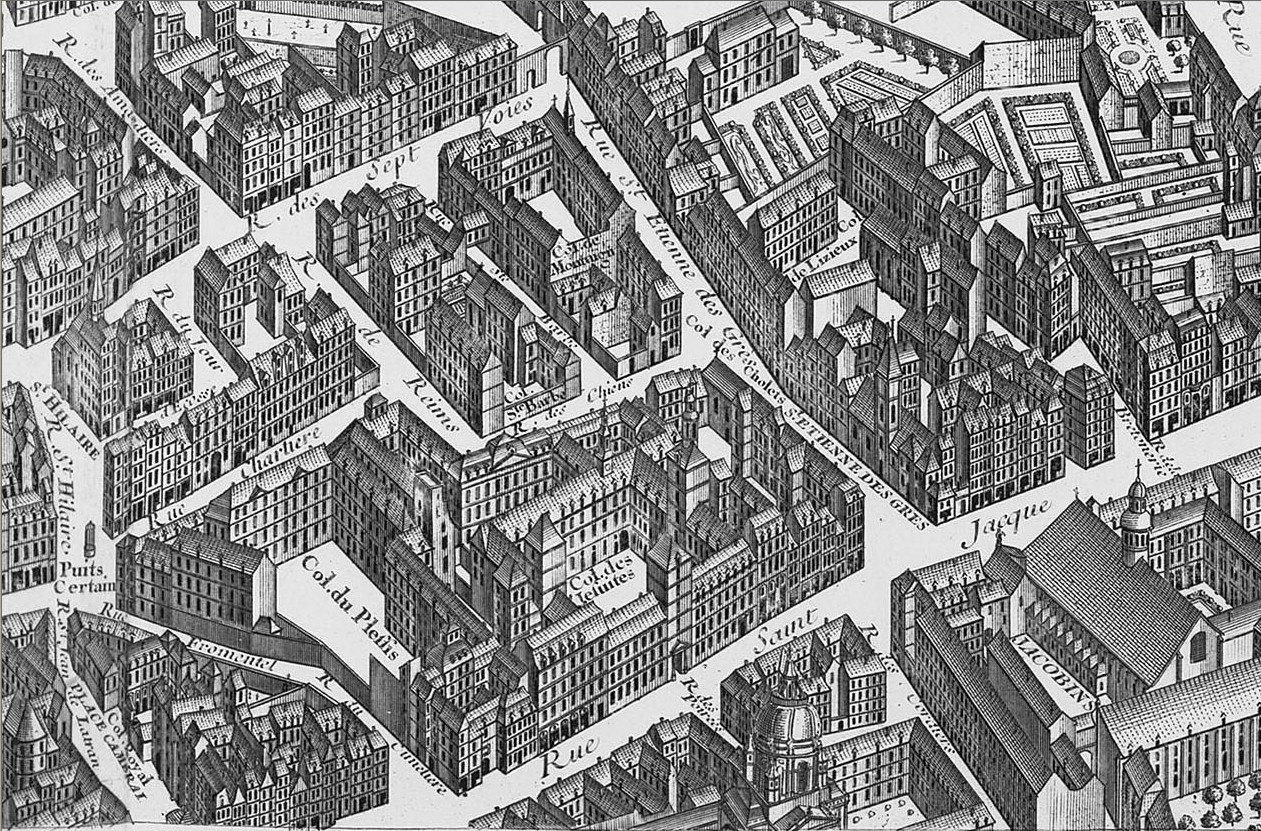
Detalhe da planta de Turgot mostrando a igreja do mosteiro na rua Saint-Jacques, em frente à saída da rua Saint-Étienne-des-Grès (atual rua Cujas). Em primeiro plano está a cúpula da Sorbonne

Couvent des Jacobins de la rue Saint-Jacques, Grand couvent des Jacobins ou simplesmente Couvent Saint-Jacques, foi um mosteiro dominicano na rua Saint-Jacques em Paris. Seu complexo ficava entre o que hoje é a rua Soufflot e a rua Cujas. Suas atividades de ensino deram origem ao collège des Jacobins, um colégio da histórica Universidade de Paris.

## História

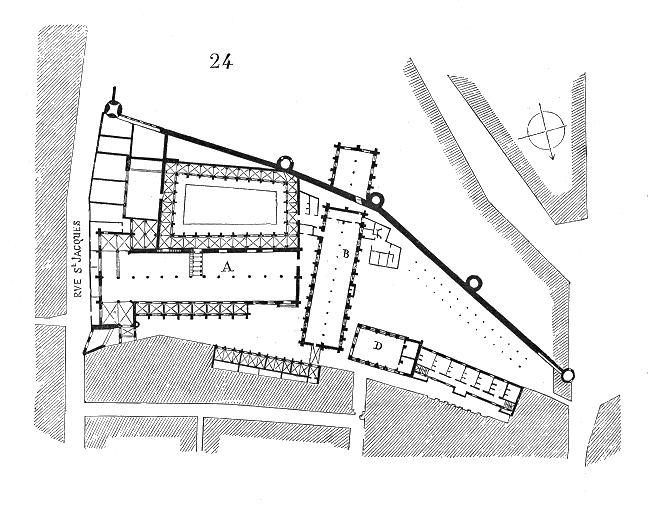
Mapa do convento jacobino da rue Saint-Jacques, de Eugène Viollet-le-Duc. Chave - A: igreja; B: refeitório (com o parloir aux bourgeois do outro lado do recinto); D: Escola St. Thomas.

A ordem dominicana estabeleceu uma base em Paris em 1217 em uma casa perto de Notre-Dame. Em 1218, Jean Barastre (também conhecido como Jean de Saint-Quentin, professor de teologia e médico de Filipe II da França) deu à ordem uma casa com capela perto das muralhas da cidade. Era a capela de um hospício de peregrinos - dedicada a Santiago Maior, deu nome à rua Saint-Jacques e aos dominicanos franceses, que ficaram conhecidos como "jacobinos" devido ao seu mosteiro principal.
Grandes beneficências de Luís IX da França permitiram que a ordem concluísse sua igreja e construísse um dormitório e escolas. Em 1245, o Talmude foi traduzido para o latim pelos jacobinos. Embora limitados pela muralha da cidade e em concorrência com o outro grande mosteiro-colégio de Paris, os Cordeliers, os dominicanos expandiram-se até à muralha de Filipe II Augusto graças a Luís XII da França.
Um rico comerciante chamado Hennequin deu à ordem um presente em 1556 que permitiu reconstruir seu claustro. Sua sala de estudos, conhecida como Écoles Saint-Thomas, também foi reconstruída em 1563. Alguns anos antes da Revolução Francesa, esta sala era usada para serviços religiosos, pois a igreja estava fechada e em mau estado. O mosteiro foi suprimido em 1790 e seus edifícios demolidos entre 1800 e 1849.

## Enterros
A igreja do mosteiro abrigava muitos túmulos notáveis.

### Tumbas reais e principescas
- Carlos de Valois, filho de Filipe III da França, fundador da casa de Valois,[5]
- Carlos II, Conde de Alençon, filho do anterior,[5]
- Maria de La Cerda y Lara, segunda esposa do anterior,[5]
- Inês, sétima filha de João II da França,
- Luís de Évreux, filho de Filipe III da França,
- Margarida de Artésia, esposa do anterior,[5]
- Roberto, conde de Clermont, filho de Luís IX da França, fundador da casa de Bourbon,
- Luís I de Bourbon, filho do anterior,
- Margarida de Clermont, irmã do primeiro, esposa do margrave João I, Marquês de Namur
- Pedro I de Bourbon, filho de Luís I
- Luís, filho mais novo de Luís II, Duque de Bourbon,
- Beatriz de Bourbon, filha de Luís I, esposa de João de Luxemburgo então de Eudes II de Grancey,[6]
- Ana de Bourbon, Condessa de Montpensier
- Filipe de Artésia, filho mais velho de Roberto II, Conde de Artésia,
- Branca da Bretanha, esposa do anterior,
- Gastão I, Conde de Foix,
- Clemência da Hungria, segunda esposa de Luís X da França,[5]
- os corações de:
  - Filipe III da França
  - Pedro, quinto filho de Luís IX,
  - Carlos IV da França,
  - Filipe III de Navarra, filho de Luís, Conde de Évreux,
  - Joana II de Navarra, esposa do anterior,[7]
  - Carlos I de Anjou, irmão de Luís IX.[5]
- as entranhas de:
  - Rei Filipe V de França
  - Filipe VI de França.

### Outros túmulos
- Humberto II, último delfim de Vienne,
- cardial Guy de Malesec,
- Nicolas Coeffeteau e Noël Alexandre, dominicanos
- Peter Paludanus, Patriarca latino de Jerusalém
- Agnès d'Orchies, Jeanne La Bricharde e Jeanne Roumaine, as três generais perpétuas das beguinas de Paris
- Jean Passerai, professor
- George Critton, um médico escocês em direito civil e canônico e professor real
- Nicolas de Paris, substituto do Procurador-Geral do Parlamento
- Claude Dormy, bispo de Boulogne-sur-Mer,
- Pierre de Rostrenen, camareiro de Carlos VII,
- o poeta Jean de Meung, que continuou o Roman de la Rose.